# Trường Phổ thông Năng khiếu, Đại học Quốc gia Thành phố Hồ Chí Minh
Trường Phổ thông Năng khiếu (tiếng Anh: VNU-HCM High School for the Gifted, viết tắt là PTNK, còn được gọi là "Năng Khiếu") là trường trung học phổ thông chuyên trực thuộc Đại học Quốc gia Thành phố Hồ Chí Minh và được thành lập từ năm 1996. Tên trường không có chữ "trung học" để nhằm phân biệt với các trường trung học phổ thông trực thuộc Sở Giáo dục và Đào tạo Thành phố Hồ Chí Minh

## Lịch sử
Sau khoảng thời gian tìm hiểu công tác đào tạo học sinh năng khiếu Toán - Tin tại những trường Đại học phía Bắc, cụ thể là các mô hình các Khối Chuyên Toán - Tin Đại Học Khoa Học Tự Nhiên Hà Nội và Khối Chuyên Toán Đại Học Sư Phạm Hà Nội, khoa Toán trường Đại học Tổng Hợp đã lập tờ trình xin được mở khối chuyên nhằm phát hiện và bồi dưỡng học sinh năng khiếu về toán học, tin học và tạo nguồn đào tạo tốt cho khoa. Ngày 14/07/1993, Thứ trưởng Bộ Giáo dục và Đào tạo Trần Chí Đáo ký quyết định thành lập "Hệ phổ thông trung học chuyên Toán – Tin, Trường Đại Học Tổng Hợp TP.HCM". Đến năm 1996, khối chuyên Toán – Tin được tách ra hẳn thành 1 trường độc lập, chịu sự quản lý hành chính từ Đại học Quốc gia Thành phố Hồ Chí Minh và quản lý chuyên môn từ Sở Giáo dục và Đào tạo Thành phố Hồ Chí Minh.
Trường Phổ thông Năng khiếu được thành lập ngày 4/7/1996 theo Quyết định số 2693/GD-ĐT do Bộ trưởng Bộ Giáo dục và Đào tạo Trần Hồng Quân ký. Ngày 8/8/1996, Giám Đốc Đại học Quốc gia Thành phố Hồ Chí Minh ký quyết định số 92/ĐHQG – TCCB về việc bổ nhiệm Hiệu trưởng Trường Đại học Khoa học Tự nhiên, kiêm nhiệm Hiệu trưởng Trường Phổ thông Năng khiếu.

## Cơ cấu tổ chức
Khác với đa số trường cấp 3 khác, trường Phổ thông Năng khiếu có những giáo viên là Thạc sĩ, Tiến sĩ, Giáo sư nổi tiếng và có chuyên môn cao
Hiệu trưởng
- TS. Bùi Thị Hồng Hạnh [2]

Phó Hiệu trưởng
- TS. Trần Nam Dũng
- ThS. Trần Vũ

Các tổ chuyên môn
1. Tổ Toán: ThS. Nguyễn Ngọc Duy; TS. Vương Trung Dũng
2. Tổ Vật lí: TS. Lê Văn Ngọc; ThS. Phạm Vũ Kim Hoàng
3. Tổ Hóa học: PGS.TS. Hoàng Ngọc Cường; PGS.TS. Nguyễn Công Tránh.
4. Tổ Sinh học: TS. Trần Thị Anh Đào; ThS. Lê Thiên Thư.
5. Tổ Tin học: TS. Nguyễn Thanh Hùng; ThS. Trương Phước Hải.
6. Tổ Tiếng Anh: ThS. Phạm Thị Phong Lan, ThS. Hoàng Minh Thông.
7. Tổ Ngữ văn: PGS.TS Trần Lê Hoa Tranh; TS. Lê Ngọc Phương.
8. Tổ Khoa học xã hội: TS. Đào Minh Hồng.

## Đào tạo
Qua các kỳ thi Olympic quốc tế, trường đã đạt 32 huy chương, gồm 5 huy chương vàng, 16 huy chương bạc, 11 huy chương đồng. Từ năm 1995 đến nay, Trường Phổ thông năng khiếu đã có 767 học sinh giỏi cấp quốc gia, gồm 33 giải nhất, 165 giải nhì, 336 giải ba và 233 giải khuyến khích. Bên cạnh đó còn đạt rất nhiều huy chương Olympic truyền thống 30/4, các giải học sinh giỏi cấp thành phố...
Trường Phổ thông Năng khiếu đã 17 năm liền từ 2004 đến 2021 đạt tỷ lệ 100% tốt nghiệp trung học phổ thông. 9 năm liền từ 2012 đến 2021 đạt điểm trung bình cao nhất nước trong kỳ thi tuyển sinh đại học hằng năm.

#### Tuyển sinh
Trường tổ chức Kỳ thi tuyển sinh lớp 10 riêng độc lập với kỳ thi của Sở Giáo dục, thông thường vào cuối tháng 5. Theo đó, học sinh sẽ phải thi 3 môn gồm Toán, Ngữ văn và Anh văn cùng một hoặc hai môn chuyên tự chọn. Học sinh được phép đăng ký số nguyện vọng tối đa tuỳ vào môn chuyên mình đăng ký và số lớp tuyển sinh theo môn chuyên tương ứng, được tuỳ ý sắp xếp. Đề tuyển sinh của trường nổi tiếng về độ khó; đối tượng thi tuyển vào trường đa phần đến từ các trường trung học cơ sở chất lượng tốt trong Thành phố Hồ Chí Minh và trên toàn quốc.
Kết quả và điểm chuẩn sẽ được công bố khoảng 1 tháng sau. Học sinh trúng tuyển nguyện vọng cao hơn sẽ không được xét tuyển các nguyện vọng còn lại.

#### Học bổng và chính sách hỗ trợ tài chính
Học sinh Trường Phổ thông Năng khiếu được hưởng các quyền lợi như sinh viên các trường đại học thành viên của Đại học Quốc gia TP.HCM. Các học sinh học tập xuất sắc, nhà xa được xét cho ở nội trú tại ký túc xá của trường. Chế độ học bổng đối với các học sinh trường được thực hiện theo các quy định của Bộ Giáo dục và Đào tạo đối với các học sinh các khối chuyên tại các trường đại học; học sinh có hạnh kiểm tốt, học lực giỏi và điểm môn chuyên đạt từ 8,5 trở lên được xét cấp học bổng. Học sinh Trường Phổ thông Năng khiếu còn có cơ hội nhận những học bổng du học tại các trường đại học danh tiếng ở Singapore, Nhật Bản, Úc, Anh, Hoa Kỳ,... Ngoài ra, các học sinh xuất sắc, học sinh giỏi có hoàn cảnh khó khăn còn được nhận học bổng từ các tổ chức giáo dục như Quỹ Hỗ trợ Cộng đồng Lawrence S.Ting, Odon Vallet,...

## Cơ sở vật chất

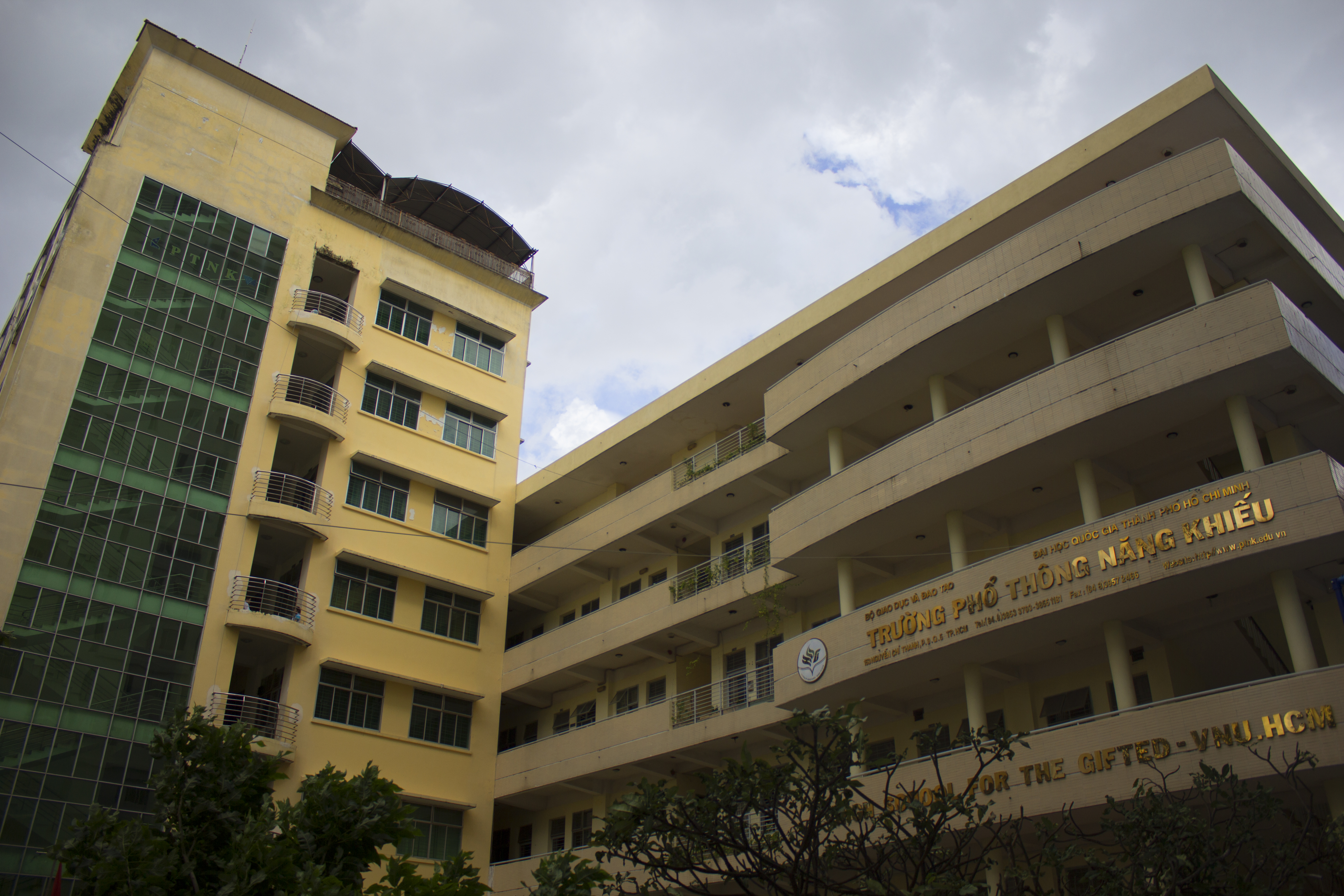
Góc nhìn toàn cảnh cơ sở 1 Trường Phổ thông Năng khiếu.

Ngoài cơ sở chính nằm ở khu vực Quận 5, Trường Phổ thông Năng khiếu đã bắt đầu đưa cơ sở 2 phân hiệu Đông Hòa ở phường Linh Trung, Thủ Đức (nay là phường Đông Hòa, TP. HCM) vào hoạt động. Cơ sở 2 này bắt đầu tuyển sinh từ năm 2014.

#### Cơ sở Quận 5
Đặt ở 153 Nguyễn Chí Thanh, phường 9, Quận 5 (nay là phường An Đông, TP. HCM). Cơ sở Quận 5 của trường Phổ thông Năng khiếu gồm có 2 tòa nhà: nhà B có 5 tầng, khu nhà A gồm 8 tầng. Trường hiện có 37 phòng học, 3 phòng thí nghiệm, 1 thư viện, 1 phòng nghe nhìn, 5 phòng dạy máy tính, 16 phòng làm việc, 1 hội trường 300 chỗ, 2 phòng họp. Ngoài ra, trường có một căn tin phục vụ ăn uống cho giáo viên và học sinh. Tổng diện tích sàn là 7350 m². Trường còn có một sân chơi và sinh hoạt 650 m², một sàn tập thể dục – thể thao 750 m².

#### Cơ sở Thủ Đức
Cơ sở Thủ Đức của trường Phổ thông Năng khiếu đặt tại Khu phố 6, phường Linh Trung, Thủ Đức (nay là phường Đông Hòa, TP. HCM) trong khuôn viên Đại học Quốc gia Thành phố Hồ Chí Minh. Trường có diện tích 20.923 m², riêng diện tích xây dựng là 4.423 m². Với hai tòa nhà 3 lầu, 2 sân cầu lông, 1 sân bóng đá và 1 căn tin; Cơ sở Thủ Đức của trường đã bắt đầu đi vào hoạt động từ năm học 2014-2015.

## Thành tích
Trường thường xuyên nằm trong danh sách các trường có điểm trung bình thi đại học cao nhất cả nước. Các học sinh do trường được tổ chức đào tạo thường có thành tích tốt trong các kì thi học thuật quốc gia và quốc tế dành cho khối phổ thông.

#### Giải Olympic quốc tế 2012-nay
- Năm 2012:

1. Trần Hoàng Bảo Linh: Huy chương Đồng Olympic Toán học Quốc tế lần thứ 53 tại Argentina.

- Năm 2013:

1. Phạm Tuấn Huy: Huy chương Vàng Olympic Toán học Quốc tế lần thứ 54 tại Colombia.
2. Cấn Trần Thành Trung: Huy chương Vàng Olympic Toán học Quốc tế lần thứ 54 tại Colombia.
3. Nguyễn Hồ Nam: Bằng khen Olympic Vật lý châu Á lần thứ 14 tại Indonesia.

- Năm 2014:

1. Phạm Tuấn Huy: Huy chương Vàng Olympic Toán học Quốc tế lần thứ 55 tại Nam Phi.
2. Hồ Quốc Đăng Hưng: Huy chương Bạc Olympic Toán học Quốc tế lần thứ 55 tại Nam Phi.
3. Phạm Nguyễn Tuấn Anh: Huy chương Bạc Olympic Vật lý Quốc tế lần thứ 45 tại Kazakhstan. Huy chương Bạc Olympic Vật lý châu Á lần thứ 15 tại Singapore.
4. Cao Văn Nam: Huy chương Đồng Olympic Vật lý châu Á lần thứ 15 tại Singapore.

- Năm 2015: Nguyễn Huy Hoàng: Huy chương Bạc Olympic Toán Quốc tế lần thứ 56 tại Thái Lan.
- Năm 2016ː

1. Phạm Nguyễn Mạnhː Huy chương Bạc Olympic Toán Quốc tế lần thứ 57 tại Hồng Kông.
2. Trần Tấn Phátː Huy chương Bạc Olympic Tin học Quốc tế lần thứ 28 tại Nga.

- Năm 2018: Hoàng Xuân Nhật: Huy chương Bạc Olympic Tin học Châu Á - Thái Bình Dương và Huy chương Bạc Olympic Tin học quốc tế 2018 tại Nhật Bản.
- Năm 2019: Nguyễn Nguyễnː Huy chương Vàng Olympic Toán Quốc tế lần thứ 60 tại Vương quốc Anh.
- Năm 2020: Nguyễn Mạc Nam Trung: Huy chương Bạc Olympic Toán Quốc tế lần thứ 61 tại Nga
- Năm 2021: Nguyễn Vũ Đăng Huy: Huy chương Đồng Olympic Tin học Châu Á - Thái Bình Dương
- Năm 2022: Phạm Hoàng Sơn: Huy chương Bạc Olympic Toán Quốc Tế lần thứ 63 tại Na Uy

#### Tốt nghiệp trung học phổ thông
| Năm học     | Số học sinh tốt nghiệp | Tỉ lệ |
| ----------- | ---------------------- | ----- |
| 2012 - 2013 | 322                    | 100%  |
| 2013 - 2014 | 367                    | 100%  |
| 2014 - 2015 | 401                    | 100%  |

#### Xếp hạng Trường Phổ thông Năng khiếu theo điểm thi tuyển sinh Đại học-Cao đẳng (Số liệu của Bộ GD&ĐT)
| Năm  | Thứ tự toàn quốc | Thứ tự thành phố | Số lượt thí sinh dự thi | Điểm trung bình thống kê E(x) |
| ---- | ---------------- | ---------------- | ----------------------- | ----------------------------- |
| 2012 | 1                | 1                | 502                     | 21,61                         |
| 2013 | 1                | 1                | 519                     | 23,31                         |
| 2014 | 1                | 1                | 586                     | 22,58                         |

## Tặng thưởng
- 2005: Huân chương Lao động hạng Ba.
- 2003 và 2008: Bằng khen của Thủ tướng Chính phủ.
- 2011: Huân chương Lao động hạng Nhì.
- 2019: Huân chương Lao động hạng Nhất.